# Irma P. Hall
Pour les articles homonymes, voir Hall.
Irma P. Hall est une actrice américaine née le 3 juin 1935 à Beaumont, au Texas (États-Unis).

## Filmographie

### Cinéma
- 1973 : Book of Numbers : Georgia Brown
- 1982 : Split Image : Maid
- 1986 : On Valentine's Day : Aunt Charity
- 1987 : Square Dance : Preacher Dixon
- 1987 : They Still Call Me Bruce : Mrs. Brown
- 1987 : La Case de l'oncle Tom (Uncle Tom's Cabin) (TV) de Stan Lathan : Mammy
- 1991 : Backdraft : Nurse
- 1992 : Franc-parler (Straight Talk) : Ethel
- 1992 : Babe, le bambino (The Babe) : Fanny Baily
- 1992 : Mo' Money : Lady on phone
- 1996 : La Couleur du destin (A Family Thing) : Aunt T.
- 1997 : Mon copain Buddy (Buddy) : Emma, Lintz's Maid
- 1997 : Rien à perdre (Nothing to Lose) : Bertha 'Mama' Davidson
- 1997 : Steel de Kenneth Johnson : Grandma Odessa
- 1997 : Soul Food : Big Mama
- 1997 : Minuit dans le jardin du bien et du mal (Midnight in the Garden of Good and Evil) : Minerva
- 1998 : Beloved : Ella
- 1998 : Docteur Patch (Patch Adams) : Joletta
- 1999 : A Slipping-Down Life (en) de Toni Kalem : Clotelia
- 2002 : Don't Let Go : Hazel
- 2002 : Bad Company : Mrs. Banks
- 2004 : Ladykillers (The Ladykillers) : Marva Munson
- 2004 : Collatéral (Collateral) : Ida
- 2005 : P.N.O.K. de Carolyn McDonald : Mildred Burnett
- 2005 : Gift for the Living : Carrie Mae
- 2009 : Bad Lieutenant : Escale à La Nouvelle-Orléans (Bad Lieutenant: Port of Call New Orleans) : Binnie Rogers

### Télévision
- 1979 : Dallas Cowboys Cheerleaders (TV) : Dora
- 1980 : Dallas Cowboys Cheerleaders II (TV)
- 1981 : Crisis at Central High (TV) : Lulu Richards
- 1981 : Broken Promise (TV) : Williston
- 1984 : He's Not Your Son (TV) : Nurse Anne Hall
- 1985 : Les Feux de l'été (The Long Hot Summer) (TV) : Cecilia Howlett
- 1986 : The George McKenna Story (TV)
- 1990 : Un enfant pour Noël (The Kid Who Loved Christmas) (TV) : Mrs. Smith
- 1992 : In the Shadow of a Killer (TV) : Foreman
- 1993 : Obscures révélations (In the Company of Darkness) (TV) : Apartment Manager
- 1996 : To Sir, with Love II (TV) : Old Woman
- 1998 : Par-delà l'éternité (The love letter) (TV) : Mae Mullen
- 1999 : A Lesson Before Dying (TV) : Miss Emma
- 2000 : Something to Sing About (TV) : Memaw
- 2001 : A Rugrats Kwanzaa Special (TV) : Great Aunt T (voix)
- 2001 : Affaires de femmes (A Girl Thing) (TV) : Alice (Housekeeper)
- 2001 : Les Âmes damnées ("All Souls") (série TV) : Nurse Glory St. Claire (unknown episodes)
- 2002 : Our America (TV) : June Jones
- 2002 : Miss Lettie and Me (TV) : Rose Griffin
- 2003 : Un amour inattendu (An Unexpected Love) (TV) : Mary
- 2006 : Take 3 de Georgette Hayden (téléfilm) : Mildred Burnett
- 2011 : New York, unité spéciale (saison 12, épisode 21) : Lorna Talcott

## Distinctions

### Récompenses
- Festival de Cannes 2004 : prix du jury (pour son rôle dans Ladykillers)
- Black Reel Awards 2005 : meilleure actrice dans un film musical ou une comédie (dans Ladykillers)

### Nominations
- Saturn Awards 2005 : meilleure actrice dans un second rôle (dans Ladykillers)
- Image Awards 2005 : meilleure actrice (dans Ladykillers)
- MovieGuide Awards 2005 : meilleur jeu d'acteur (dans Ladykillers)